# یواس‌اس جیسون (ای‌آر-۸)
یواس‌اس جیسون (ای‌آر-۸) (به انگلیسی: USS Jason (AR-8)) یک کشتی بود که طول آن ۵۳۰ فوت (۱۶۰ متر) بود. این کشتی در سال ۱۹۴۳ ساخته شد.